# Manota curvata
Manota curvata är en tvåvingeart som beskrevs av Heikki Hippa 2006. Manota curvata ingår i släktet Manota och familjen svampmyggor. Inga underarter finns listade i Catalogue of Life.